# Meerengen und Fjorde der Färöer
Die Meerengen und Fjorde der Färöer bilden die meisten Küstengewässer des Archipels mit seinen 18 Inseln und 11 Holmen.

## Begrifflichkeit
Fjord heißt auf Färöisch fjørður, allerdings ist nicht jeder färöische fjørður ein Fjord im eigentlichen Sinne. Viele so genannte Fjorde sind in Wirklichkeit Meerengen. Damit meinen die Färinger die breiteren Meerengen, während die schmalen Sund (das färöische Wort ist gleichbedeutend mit dem deutschen) genannt werden. Diese Sunde sind besonders strömungsstark, aber auch die breiteren Meerengen sind teilweise gefährliche Fahrwasser.
Auch hat nicht jeder Fjord die Bezeichnung fjørður im Namen, einige heißen auch vík, was Bucht bedeutet. Hierbei gibt es bei einem Blick auf die Landkarte kein erkennbares System.

## Fjorde
Der längste Fjord auf den Färöern ist der etwa 14 Kilometer lange Skálafjørður, der die Insel Eysturoy tief von Süd nach Nordwest einschneidet.
Echte Fjorde, die auch so heißen, sind:
- Árnafjørður (gleichnamiger Ort)
- Fuglafjørður (gleichnamiger Ort)
- Funningsfjørður (gleichnamiger Ort)
- Hovsfjørður (Hov)
- Hvalbiarfjørður (Hvalba)
- Kaldbaksfjørður (Kaldbak)
- Kollafjørður (gleichnamiger Ort)
- Lopransfjørður (Lopra)
- Oyndarfjørður (gleichnamiger Ort)
- Skálafjørður (Skáli)
- Sørvágsfjørður (Sørvágur)
- Trongisvágsfjørður (Trongisvágur)
- Vágsfjørður (Vágur)

Echte Fjorde mit der Endung -vík „Bucht“:
- Borðoyarvík (im Süden von Borðoy)
- Lambavík (Lamba)
- Viðvík (im Osten von Viðoy)

## Meerengen
Die breiteste Meerenge der Färöer ist der Suðuroyarfjørður, der die Südinsel Suðuroy vom Rest des Archipels trennt. Die längste Meerenge hingegen ist der Sundini zwischen der Hauptinsel Streymoy und der Ostinsel Eysturoy. 
Die wichtigste Isoglosse der färöischen Sprache ist der Skopunarfjørður zwischen Sandoy und Streymoy. 
Meerengen mit der Bezeichnung -fjørður sind:
- Dímunarfjørður zwischen Stóra Dímun und Skúvoy
- Fugloyarfjørður zwischen Svínoy und Fugloy
- Hestsfjørður zwischen Hestur, Koltur und Streymoy
- Kalsoyarfjørður zwischen Kalsoy und Kunoy
- Leirvíksfjørður zwischen Eysturoy und Kalsoy
- Mykinesfjørður zwischen Vágar und Mykines
- Nólsoyarfjørður zwischen Streymoy und Nólsoy
- Skopunarfjørður zwischen Sandoy und Hestur
- Skúvoyarfjørður zwischen Skúvoy und Sandoy
- Suðuroyarfjørður zwischen Suðuroy und Lítla Dímun und Stóra Dímun
- Svínoyarfjørður zwischen Viðoy und Svínoy
- Tangafjørður zwischen Streymoy und Eysturoy

Meerengen mit der Bezeichnung -sund:
- Haraldssund zwischen Kunoy und Borðoy (gleichnamiger Ort)
- Hvannasund zwischen Borðoy und Viðoy (gleichnamiger Ort)
- Kolturssund zwischen Hestur und Koltur
- Sundini zwischen Streymoy und Eysturoy
- Vestmannasund zwischen Vágar und Streymoy